# Maddie Ziegler
Madison "Maddie" Nicole Ziegler (født 30. september 2002 i Pittsburgh, Pennsylvania, USA) er en amerikansk danser, skuespiller og model. Hun er bedst kendt fra reality showet Dance Moms og for at optræde i musikvideoer produceret for sangerinden Sia, herunder sangene "Chandelier", "Elastic Heart", "Big Girls Cry" og "The Greatest", som tilsammen har over 3 milliarder visninger på YouTube. Ziegler har også været gæstestjerne i forskellige shows og har danset på forskellige tv-shows. Derudover er hun blevet set på forsiden af forskellige blade og er blevet omtalt i forskellige artikler. Hun har været model for Capezio , Ralph Lauren og Target.
Madisons karriere begyndte i "The Abby Lee Dance Company", hvor de filmede realityshowet Dance Moms, som startede, da hun var otte år gammel.
Zieglers første skuespilleroptræden var i rollen som Young Deb i en episode af Lifetimes-serien Drop Dead Diva. I 2014 gæsteoptrådte Ziegler i episode 34 af HitStreak Summer og i 2015 i Disney Channels serie Austin & Ally og ABC Familys serie Pretty Little Liars. I januar 2016 optrådte hun i episoden "Ballet and the Beasts" i Nickelodeons Nicky, Ricky, Dicky og Dawn.
Hunger magazine citerede Ziegler i 2016: "Jeg vil ikke kun være kendt som realitystjernen Maddie Ziegler, jeg vil vise folk at jeg kan mere end det. I år vil jeg fokusere mere på skuespil".

## Filmografi
- Drop Dead Diva (2012) - Young Deb
- Austin & Ally (2015) - Shelby
- Pretty Little Liars (2015) - Creepy Dancing Girl
- Nicky, Ricky, Dicky & Dawn (2016) -E iffel
- The Book of Henry (2016) - Christina Sickleman